# 高井ウララ
高井ウララ（たかいウララ）は、日本の作詞家、作曲家。アニメやゲームに数多くの楽曲を提供している。本名は高井麗。高井うららの名義でも活動している。5pb.所属。

## 歌唱
- Erde　〜ネズの樹の下で〜

『Chatty』/『FLOWER』

## 楽曲提供

### 歌手・声優
- 神田朱未

『恋するバランス』（作曲）-アルバム「Bitter Sweet Friday」
- 堀江由衣

『大切なもの』（作詞）-シングル「心晴れて 夜も明けて」c/w
- FENCE OF DEFENSE

『ガラスの十字架』/『Sensual Politian』-アルバム「punk tang edges」

### アニメ・ゲーム主題歌
- 暁のアマネカと蒼い巨神

『なないろのwish』（作詞・作曲）-松澤由美
- 秋のうららの 〜あかね色商店街〜

『星に願いを』（作詞・作曲）-春奈有美　
- IZUMO2 猛き剣の閃記

『Heaven』（作詞・作曲）-石松千恵美
- ガジェットトライアル

『GoGo Girl!! 』（作詞・作曲）-広橋涼・名塚佳織
- GREEN DVD edition

『Evergreen 〜唯一つ』（作詞）-村田あゆみ
- ケンコー全裸系水泳部 ウミショー

『Splash BLUE〜太陽とレモネード』（作詞・作曲）-村田あゆみ
- 砂沙美☆魔法少女クラブ

『Sweet MAGIC』（作詞）-Magical Sweets
- OVA 聖闘士星矢 冥王ハーデス十二宮編

『地球ぎ』（作曲）-松澤由美
『君と同じ青空』（作曲）-松澤由美
- その横顔を見つめてしまう〜A Profile 完全版〜

『Realize』（作詞・作曲）-井ノ上ナオミ
- パレドゥレーヌ

『Rosa di Vittoria』（作詞・作曲）-岡本寛志
- 保健室 〜マジカルピュアレッスン♪〜 / 保健室へようこそ

『プレゼント』（作詞・作曲）-村田あゆみ
『恋のメディシン』（作詞・作曲）-KAORI
- まほらば〜Heartful days

『大事♥Da・I・Ji』（作曲）-佐伯美愛・白石涼子
- ラストエスコート2〜深夜の甘い棘〜

『Alice』（作詞）-A・G・E

### キャラクターソング

#### アニメ
- ウルトラマニアック
- ケンコー全裸系水泳部 ウミショー
- この青空に約束を―〜ようこそつぐみ寮へ〜
- 天上天下
- PRISM ARK
- 魔法先生ネギま!

#### ゲーム
- アンジェリーク エトワール
- いつか、届く、あの空に。
- We Are*
- Ever17 -the out of infinity-
- 想い出にかわる君 〜Memories Off〜
- W〜ウィッシュ〜
- D→A:BLACK
- 転生學園月光録
- 遙かなる時空の中で2
- 遙かなる時空の中で3
- パレドゥレーヌ
- 水の旋律
- Memories Off 〜それから〜
- Memories Off #5 とぎれたフィルム
- 屋根づたいの君へ
- ユア・メモリーズオフ〜Girl's Style〜
- Remember11 -the age of infinity-
- ルーンプリンセス

## 音楽担当

### アニメ
- Myself ; Yourself

### ゲーム
- ユア・メモリーズオフ〜Girl's Style〜
- もし、この世界に神様がいるとするならば。

### 映画
- CHARON
- ポチの告白